# Planet Moon Studios
Planet Moon Studios es una empresa de desarrollo de videojuegos creada por los exmiembros de Shiny Entertainment Nick Bruty y Bob Stevenson que habían trabajado en el juego MDK.

## Juegos Desarrollados por Planet Moon Studios
- Giants: Citizen Kabuto (2000)
- Armed and Dangerous (2003)
- Infected (2005)
- After Burner: Black Falcon (2007)
- Smarty Pants (2007)
- Battle Of The Bands (2008)
- Booty Blocks (iPhone/iPod Touch game) (2008)
- Drawn to Life: The Next Chapter (Sin fecha)

- Datos: Q937967